# Zen Studios
Zen Studios Ltd. — угорський розробник і видавець відеоігор зі штаб-квартирою в Будапешті та додатковими офісами в США. Компанію вважають «синонімом пінбольних симуляторів», вона випустила десятки столів з персонажами та темами культових франшиз Зоряних воєн і Всесвіту Marvel, Вартові галактики, Арчер, Південний Парк, Сім'янин і Бургери Боба, а також ігрових франшиз Plants vs. Zombies, Portal, Street Fighter і The Walking Dead. В листопаді 2020 року студію придбали Embracer Group, зробивши її однією з дочірніх компаній свого оперативного підрозділу Saber Interactive.

## Історія
Zen Studios була заснована в Будапешті у 2003 році командою з чотирьох осіб. Спочатку вона починала як студія технологій та розробки на замовлення, займаючись створенням гральних рушіїв, програмних інструментів і портів для інших ігор. Після появи PlayStation Network та Xbox Live Arcade, студія перейшла до роботи з ігровими консолями і портативними ігровими пристроями. Генеральний директор компанії, Жолт Кігьоссі, захоплювався пінболом і побачив, що відповідна ніша на ринку ігрової індустрії ще не зайнята.
Першою пінбольною грою студії була Pinball FX, випущена для Xbox 360 у 2007 році. ЇЇ продажі становили понад 100 000 копій щорічно аж до 2010 року, проте оскільки видавцем Pinball FX була компанія Microsoft, гра не могла з'явитися на консолях від Sony, що призвело до створення гри Zen Pinball для PlayStation 3 у 2008 році (а пізніше для iOS, Wii U та Android). Zen Pinball тримала місце найпопулярнішої гри на PSN у травні та вересні 2009 року.
У 2009 році компанія спробувала відійти від пінболу, випустивши шутер від першої особи для Playstation 3, The Punisher: No Mercy. Гра була визнана провальною, набравши 47 балів на Metacritic та середню оцінку 4/10 від іменитих ігрових видань. Компанія повернулася до пінболу і розпочала співпрацю з Marvel Comics, що зрештою стане їх найбільшою медіафраншизою на той момент. У грудні 2010 року було випущено Marvel Pinball з більш ніж двадцятьма різними пінбольними столами, заснованими на всесвіті Marvel. Іншою великою франшизою для Zen Studios є Зоряні війни від Lucasfilm і Disney. У 2012 році компанія представила Star Wars Pinball з офіційно ліцензованими цифровими пінбольними столами франшизи.
У 2013 році Zen Studios знову відійшли від пінболу, випустивши дві гри інших жанрів. KickBeat для PlayStation Vita і PlayStation 3 та гібрид традиційного захисту веж в реальному часі з управлінням ресурсами CastleStorm. Гра стала успішною, здобувши нагороду «Вибір редакції» на провідних дистрибуторських майданчиках Apple App Store та Google Play. Щодо пінболу, у 2014 році Zen Studios випустили Super League Football, де гравці змагалися, підтримуючи свої улюблені європейські футбольні клуби та знаменитих гравців. Гра була сприйнята як сучасна версія відомого пінбольного автомата World Cup Soccer 1994 року. Того ж року був випущений пінбольний стіл на основі Вартових галактики.
У середині 2015 року компанія розпочала партнерство з Valve Corporation для створення цифрових пінбольних столів на основі їх франшиз, зокрема, був створений стіл Portal. Того ж року до списку ліцензованих столів Zen Studios увійшли столи на основі гри від Telltale Games The Walking Dead і інший, заснований на телешоу Південний Парк. Нова колекція Iron & Steel складалася зі столу на основі CastleStorm і першого цілком оригінального столу студії Wild West Rampage.
На початку 2016 року Zen Studios об'єдналися з Oculus Rift, для створення пінбольних столів у віртуальній реальності. Pinball FX2 VR, який містить три оригінальні дизайни столів, було випущено у день релізу шолому віртуальної реальності Oculus Rift, 28 березня 2016 року.
У 2017 році Zen Studios випустили Pinball FX 3, спільне продовження Pinball FX 2 та Zen Pinball 2, яке злагодило розбіжності між платформами Microsoft та Sony, принісши кросплатформену гру у серію. У цьому продовженні були представлені більшість столів з попередніх двох ігор, а також нові оригінальні та ліцензовані столи. Через рік Zen Studios оголосили про придбання прав на розробку цифрових версій реальних пінбольних столів Bally та Williams, що стало першим таким досвідом для компанії. Після цього Zen випустили цифрові пінбольні столи Williams як преміальний додатковий контент для Pinball FX 3, а також окремий безкоштовний додаток для мобільних пристроїв, який містив компіляцію таких столів.
На виставці Consumer Electronics Show 2020 Zen Studios оголосили про співпрацю з Tastemakers LLC, материнською компанією Arcade1Up, з метою створення цифрових пінбольних столів у масштабі 3/4, що дозволяють підтримувати різноманітні цифрові пінбольні ігри від Bally та Williams, а також інших у майбутньому. Ця нова ініціатива забезпечує можливість грати у класичні пінбольні ігри на компактних цифрових столах, які розроблені спеціально для використання вдома чи в офісі.
В листопаді 2020 року студію придбали Embracer Group, зробивши її однією з дочірніх компаній свого оперативного підрозділу Saber Interactive. У березні 2024 року компанія Saber була продана Beacon Interactive — новій компанії, заснованій співзасновником Saber Меттью Карчем. Деякі студії, що входили до складу Saber, зокрема Zen Studios, не були включені в угоду, хоча Saber зберегли можливість на подальше придбання 4A Games і Zen Studios. У вересні 2024 року Embracer Group оголосили, що збереже обидві студії у своїй власності як прямі дочірні компанії після дострокового погашення Saber Interactive боргу за їхнє придбання.

## Розроблені відеоігри
| Рік  | Назва                                                          | Платформи | Дж.    |
| ---- | -------------------------------------------------------------- | --- | ------ |
| 2007 | Flipper Critters                                               | Nintendo DS | [ 31 ] |
| 2007 | Pinball FX                                                     | Xbox Live Arcade | [ 32 ] |
| 2008 | Rocky and Bullwinkle                                           | Xbox Live Arcade | [ 33 ] |
| 2009 | Ghostbusters: The Video Game                                   | Nintendo DS | [ 34 ] |
| 2009 | The Punisher: No Mercy                                         | PlayStation 3 | [ 9 ]  |
| 2009 | Zen Pinball                                                    | PlayStation 3 | [ 35 ] |
| 2010 | Marvel Pinball                                                 | PlayStation 3 | [ 36 ] |
| 2010 | Pinball FX 2                                                   | Xbox Live Arcade |        |
| 2010 | Planet Minigolf                                                | PlayStation 3 |        |
| 2011 | Zen Pinball                                                    | Nintendo 3DS | [ 35 ] |
| 2011 | Zen Pinball 2                                                  | Android, iOS | [ 35 ] |
| 2012 | 3D Solitaire                                                   | Nintendo 3DS |        |
| 2012 | Marvel Pinball 3D                                              | Nintendo 3DS | [ 36 ] |
| 2012 | Pinball FX 2                                                   | Microsoft Windows |        |
| 2012 | Zen Pinball 2                                                  | Macintosh, PlayStation 3, PlayStation Vita                                                                                    | [ 35 ] |
| 2013 | CastleStorm                                                    | Microsoft Windows, PlayStation 3, PlayStation Vita, Wii U, Xbox Live Arcade                                                   | [ 37 ] |
| 2013 | KickBeat                                                       | PlayStation 3, PlayStation Vita                                                                                               | [ 38 ] |
| 2013 | Star Wars Pinball                                              | Nintendo 3DS | [ 39 ] |
| 2013 | Star Wars Pinball 7                                            | iOS | [ 40 ] |
| 2013 | Zen Pinball 2                                                  | PlayStation 4, Wii U | [ 35 ] |
| 2013 | Zen Pinball HD: Star Wars — Episode V: The Empire Strikes Back | Android, iOS, Macintosh |        |
| 2013 | Zen Pinball: Moon Knight                                       | Android, iOS, Macintosh |        |
| 2014 | CastleStorm                                                    | Android, iOS | [ 37 ] |
| 2014 | CastleStorm: Free to Siege                                     | Android, iOS |        |
| 2014 | CastleStorm: GriffyStorm                                       | iOS |        |
| 2014 | CastleStorm: KingMaker                                         | iOS | [ 41 ] |
| 2014 | KickBeat                                                       | Microsoft Windows, PlayStation 4, Wii U, Xbox One                                                                             | [ 38 ] |
| 2014 | Pinball FX 2                                                   | Xbox One |        |
| 2014 | The Walking Dead Pinball                                       | Android, iOS, Macintosh, Microsoft Windows, PlayStation 3, PlayStation 4, PlayStation Vita, Wii U, Xbox Live Arcade, Xbox One | [ 42 ] |
| 2015 | American Dad!: Pinball                                         | Android, iOS | [ 43 ] |
| 2015 | CastleStorm: GriffyStorm                                       | Android |        |
| 2015 | CastleStorm: KingMaker                                         | Android | [ 41 ] |
| 2015 | Pinball FX 2: Mars                                             | Android, iOS | [ 44 ] |
| 2016 | Pinball FX 2 VR                                                | PlayStation VR | [ 45 ] |
| 2017 | CastleStorm: Virtual Reality                                   | PlayStation VR | [ 46 ] |
| 2017 | Infinite Minigolf                                              | Microsoft Windows, Nintendo Switch, PlayStation 4, Xbox One                                                                   | [ 47 ] |
| 2017 | Pinball FX 3                                                   | Microsoft Windows, Nintendo Switch, PlayStation 4, Xbox One                                                                   | [ 48 ] |
| 2018 | Disco Dodgeball: Remix                                         | Nintendo Switch, PlayStation 4, Xbox One                                                                                      | [ 49 ] |
| 2018 | Out of Ammo                                                    | PlayStation VR | [ 50 ] |
| 2018 | Pinball FX 2 VR                                                | Oculus Go, Oculus Rift | [ 45 ] |
| 2018 | Star Wars Pinball 7                                            | Android | [ 51 ] |
| 2019 | Dread Nautical                                                 | iOS, Macintosh | [ 52 ] |
| 2019 | Operencia: The Stolen Sun                                      | Microsoft Windows, Xbox One                                                                                                   | [ 53 ] |
| 2019 | Pinball FX 2 VR                                                | Oculus Quest | [ 45 ] |
| 2019 | Star Wars Pinball                                              | Nintendo Switch | [ 39 ] |
| 2019 | Williams Pinball                                               | Android, iOS | [ 54 ] |
| 2020 | CastleStorm II                                                 | Microsoft Windows, Nintendo Switch, PlayStation 4, Xbox One                                                                   | [ 55 ] |
| 2020 | Dread Nautical                                                 | Microsoft Windows, Nintendo Switch, PlayStation 4, Xbox One                                                                   | [ 52 ] |
| 2020 | Operencia: The Stolen Sun                                      | Nintendo Switch, PlayStation 4                                                                                                | [ 53 ] |
| 2021 | Star Wars: Pinball VR                                          | Oculus Quest, Oculus Quest 2, PlayStation VR, Steam VR                                                                        | [ 56 ] |
| 2022 | Circus Electrique                                              | Microsoft Windows, Nintendo Switch, PlayStation 4, PlayStation 5, Xbox One, Xbox Series X/S                                   | [ 57 ] |
| 2023 | Pinball FX                                                     | Microsoft Windows, Nintendo Switch, PlayStation 5, Xbox Series X/S                                                            | [ 32 ] |
| 2023 | Pinball M                                                      | Microsoft Windows, Nintendo Switch, PlayStation 4, PlayStation 5, Xbox One, Xbox Series X/S                                   | [ 58 ] |